# Kabinett Zoli
Das Kabinett Zoli (Italien) wurde am 19. Mai 1957 durch Ministerpräsident Adone Zoli gebildet und befand sich bis zum 30. Juni 1958 im Amt. Es löste das Kabinett Segni I ab und wurde durch das Kabinett Fanfani II abgelöst.

## Kabinett

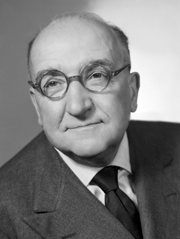
Adone Zoli

Dem Kabinett gehörten folgende Minister an:
| Amt                                                                       | Name                 | Parlamentsmandat                            | Anmerkungen |
| ------------------------------------------------------------------------- | -------------------- | ------------------------------------------- | --- |
| Ministerpräsident                                                         | Adone Zoli           | Senato della Repubblica                     | zugleich Haushaltsminister |
| Vize-Ministerpräsident                                                    | Giuseppe Pella       | Camera dei deputati                         | |
| Minister beim Ministerpräsidenten                                         | Pietro Campilli      | Camera dei deputati                         | Ende der Amtszeit am 26. Februar 1958 zugleich Vorsitzender des Ministerausschusses für die Angelegenheiten von Süditalien und Vorsitzender des Ministerausschusses für Arbeiten von besonderem öffentlichen Interesse in Mittel- und Norditalien                            |
| Minister ohne Geschäftsbereich für die Reform der öffentlichen Verwaltung | Mario Zotta          | Senato della Repubblica                     | |
| Minister ohne Geschäftsbereich für die Beziehungen zum Parlament          | Rinaldo Del Bo       | Camera dei deputati                         | |
| Außenminister                                                             | Giuseppe Pella       | Camera dei deputati                         | |
| Innenminister                                                             | Fernando Tambroni    | Camera dei deputati                         | |
| Justizminister                                                            | Guido Gonella        | Camera dei deputati                         | |
| Haushaltsminister                                                         | Adone Zoli           | Senato della Repubblica                     | zugleich Ministerpräsident |
| Finanzminister                                                            | Giulio Andreotti     | Camera dei deputati                         | |
| Schatzminister                                                            | Giuseppe Medici      | Senato della Repubblica                     | zugleich Mitglied des Ministerausschusses für Arbeiten von besonderem öffentlichen Interesse in Mittel- und Norditalien |
| Verteidigungsminister                                                     | Emilio Paolo Taviani | Camera dei deputati                         | |
| Minister für öffentlichen Unterricht                                      | Aldo Moro            | Camera dei deputati                         | |
| Minister für öffentliche Arbeiten                                         | Giuseppe Togni       | Camera dei deputati                         | zugleich Mitglied des Ministerausschusses für Arbeiten von besonderem öffentlichen Interesse in Mittel- und Norditalien |
| Minister für Landwirtschaft und Forsten                                   | Emilio Colombo       | Camera dei deputati                         | zugleich Mitglied des Ministerausschusses für Arbeiten von besonderem öffentlichen Interesse in Mittel- und Norditalien |
| Verkehrsminister                                                          | Armando Angelini     | Camera dei deputati                         | |
| Minister für Post und Telekommunikation                                   | Bernardo Mattarella  | Camera dei deputati                         | |
| Minister für Industrie und Handel                                         | Silvio Gava          | Senato della Repubblica                     | zugleich Mitglied des Ministerausschusses für Arbeiten von besonderem öffentlichen Interesse in Mittel- und Norditalien |
| Minister für Arbeit und Sozialversicherung                                | Luigi Gui Adone Zoli | Camera dei deputati Senato della Repubblica | Gui: Amtszeit 19. Mai 1957 bis 16. Juni 1958 zugleich Mitglied des Ministerausschusses für Arbeiten von besonderem öffentlichen Interesse in Mittel- und Norditalien Zoli: kommissarische Amtsführung 17. bis 30. Juni 1958 zugleich Ministerpräsident und Haushaltsminister |
| Außenhandelsminister                                                      | Guido Carli          |                                             | |
| Minister für die Handelsmarine                                            | Gennaro Cassiani     | Camera dei deputati                         | |
| Minister für staatliche Beteiligungen                                     | Giorgio Bo           | Senato della Repubblica                     | zugleich Mitglied des Ministerausschusses für Arbeiten von besonderem öffentlichen Interesse in Mittel- und Norditalien |
| Hochkommissar für Hygiene und öffentliche Gesundheit                      | Angelo Giacomo Mott  | Senato della Repubblica                     | Beginn der Amtszeit am 23. Mai 1957 zugleich Mitglied des Ministerausschusses für Arbeiten von besonderem öffentlichen Interesse in Mittel- und Norditalien |